# Боннер Олена Георгіївна
Оле́на Гео́ргіївна Бо́ннер (15 лютого 1923 , Мари, Туркестанська АРСР  — 18 червня 2011 , Бостон ) — радянська та російська громадська діячка, правозахисниця, дисидентка, публіцистка. Дружина Андрія Дмитровича Сахарова.

## Життєпис

### Дитинство
Олена народилася 1923 року в місті Мерв в Туркестанській автономній республіці СРСР, в сім'ї високопоставлених партійних функціонерів. З раннього дитинства Люсі, через роботу вітчима Ґеворґа Аліханяна сім'я багато переїжджала (Мерв, Чита, з 1926 року — Ленінград, з 1931 — Москва). У Москві вітчим працював у структурах Комінтерну.
27 травня 1937 року вітчим пішов на роботу й більше звідти не повернувся. Лише наступного ранку сім'я додзвонилася до секретаря батька та довідалася про арешт. Після арешту вітчима сім'ю було виселено з восьмикімнатної квартири та переселено до невеликої кімнатки. Невдовзі бабуся Олени по матері — Тетяна Матвіївна Боннер (у родинному колі «Батаня») з Єгоркою (Єгор — молодший брат Олени) переїхали до Ленінграду. 
4 серпня Люся була в гостях дома у Всеволода Багрицького (Сєва був її першим коханням), коли прийшли арештовувати його матір Ліду. Обшук тривав усю ніч і лише під ранок чотирнадцятилітня Люся змогла потрапити додому. Того ж місяця матір відправила її до бабусі у Ленінград, оскільки у випадку арешту обох батьків доньку могли б віддати у дитбудинок. 10 грудня 1937 року було арештовано і матір. Люсі, іще школярці, довелося раз на місяць їздити в Москву — возити батькам передачі: матері до Бутирської в'язниці, а вітчиму спершу на Луб'янку, а згодом у Лефортово. В березні 1938 року передачу вітчиму не прийняли… Розстріляли його ще 17 лютого 1938 року. Від матері тривалий час теж не було звісток. Лише через півтора року надійшов перший лист від неї з Акмолинського табору дружин зрадників Батьківщини. За кілька років матір перевели у Карагандинський виправно-трудовий табір.  Також було репресовано дядька (по матері) Матвія Боннера, та його дружину.

### Сирота1937 року
Літній Тетяні Боннер довелося самій доглядати трьох онуків, зокрема і Люсю з братом Єгором та їх кузину Наташу. Люся була комсомолкою та старшою піонер-вожатою. Через відмову зректися батьків у восьмому класі її виключили з комсомолу, трохи згодом поновили. В Ленінграді Олена відвідувала літературний гурток при Інституті історії мистецтв. 1940 року закінчила школу (Фізико-математичний ліцей № 239). Почала працювати — на пів ставки прибиральницею в будинку де мешкала і на пів ставки у 69-й школі. Того ж року вступила на вечірнє відділення до Ленінградського педагогічного інституту ім. А. І. Ґєрцена на філологічний факультет, у травні 1941 року здала екзамен з обов'язкового курсу військової підготовки за спеціальністю медсестра. 

### Друга Світова
Від початку Другої Світової війни Люся була мобілізована до Красної Армії на Волховський фронт як санінструктор, хоча й короткий час побула на посаді помічника політрука. Працювала в одному з санітарних вагонів (рос. "летучки"), які евакуйовували поранених з-під блокованого Ленінграду до Вологди. На станції Валя (Тихвинський район) під час авіабомбардування була тяжко поранена та контужена.
Рани були чисельні та складні: тяжка контузія, перелом ключиці, тяжко зранене ліве передпліччя, крововилив в очному дні. Також спочатку були проблеми з мовою. 26 жовтня 1941 року на евакуаційному пункті у Вологді трапився лікар-хірург доктор Кіновіч (у фінську служив під керівництвом її тітки Раїси Лазарівни Боннер), тому Олену прооперував поза чергою. Спершу лікувалася в шпиталі у Вологді, невдовзі її перевезли в шпиталь у Свердловську де зшили нерв, що відновило дієздатність лівої руки.
Після виписки 30 грудня 1941 року знову почала працювати санітаркою у воєнно-санітарному поїзді № 122 під керівництвом Дорфмана Владіміра Єфрємовича. Взимку 1942–1943 років, коли її поїзд був на ремонті в Іркутську перездала іспити і поновила свій втрачений диплом медсестри. З 1943 року Олена стала старшою медсестрою у тому ж поїзді. Закінчення війни застало її під Інсбруком. 
Єгорку ще на початку блокади бабуся відправила в евакуацію, разом зі школою де він навчався. В травні 1942 року в блокадному Ленінграді померла бабуся. Наталку забрала до себе бабусина сестра. Їхня сусідка (Віра Максимівна) добилася збереження житлової площі за Оленою, як служачої у Красній Армії, отож по закінченню війни Люсі було куди повернутися. 
Після повернення до Ленінграду в середині травня 1945 року була призначена заступником керівника медичної служби окремого саперного батальйону на карело-фінському напрямку, який продовжував розміновувати мінні поля. Медпункти, попри вже мирний час, розташовувалися в землянках. Демобілізовано Єлєну в третю хвилю демобілізації — наприкінці серпня того ж року. 

### Повоєнне життя
В лютому 1946 року матір Руфь Ґеорґієвна повернулася із заслання з Карлагу та приїхала жити до доньки в Ленінград. На початку 1950 року родичі застерегли про ймовірний повторний арешт і матір на якийсь час виїхала до Москви. Реабілітовано в 1953 році. 
З 1947 року Олена навчалася в 1-му Ленінградському медичному інституті за спеціальністю педіатр. В 1953 році була виключена з ВНЗ через висловлювання щодо справи лікарів. По смерті Сталіна поновлена в інституті. Після закінчення навчання працювала дільничним лікарем, пізніше лікарем-педіатром пологового будинку. Була удостоєна звання «Відмінник охорони здоров'я СРСР».
Під час навчання медінституті Олена познайомилася із своїм майбутнім першим чоловіком — Іваном Сємьоновим, батьком своїх дітей. Старша — донька Татьяна народилася в 1950 році (на третьому курсі інституту), молодший — син Алєксей — 1956 році. З 1965 року подружжя жило нарізно, проте офіційно розлучилися лише через шість років у 1971 році. 

### Суспільна діяльність та другий шлюб
В 1964 році було видано збірку «Всеволод Багрицький, щоденники, листи, вірші». Олена Боннер була одним із упорядників збірку Всеволода Багрицького. Сам Сєва загинув у часи війни під Москвою.
В 1965 році Олена вступила до КПРС, в 1972 році вийшла з партії, за причини не відповідності своїх поглядів політиці партії. В 1960-х Олена вже вела активне громадське життя. Брала участь у судових засідання, захищаючи дисидентів, писала петиції. Отримала кличку Всіхня Люся (рос. "Всехняя Люся"), бо задля можливості передачі посилок політув'язненим представлялася як їх донька.
Восени 1970 року вона вперше побачилися зі своїм другим чоловіком — Андрєм Сахаровим на квартирі правозахисника Валерія Чалідзе, проте тоді їх не познайомили. Знайомство відбулося того ж року в Калузі на одному із судових засідань (справа Б. Вайля — Р. Пімєнова). В 1972 році вони побралися. 
Олена була спів-учасницею передачі щоденників Едуарда Кузнєцова на Захід. В 1973 році її неодноразово допитували по цьому інциденту. Приблизно тоді ж вона заснувала фонд допомоги дітям політв'язнів, передала до фонду премію Чіно Дель Дука, яку отримав Сахаров.
В 1975 році в Осло Олена Боннер представляла свого чоловіка Андрєя Сахарова на церемонії вручення Нобелівської премії миру. 12 травня 1976 року Боннер разом із чоловіком та ще десятьма дисидентами утворили Московську Гельсінську спілку, першу в СРСР. В тому ж 1976 році в Бомбеї помер її молодший брат Єгор (Іґорь Ґеворґовіч Аліханян), старший помічник великого судна-сухогруза.
Олена продовжує брати участь у долях багатьох правозахисників та дисидентів. Так в 1978 році вона першою прилетіла в Нижній Тавді (Тюменська область) до Семена Глузмана, як тільки він дав знати рідним куди його заслали, Олена привезла йому одяг, продукти, гроші. Через активну політичну діяльність Боннер обидвоє її діти були виключені з ВНЗ і в 1977–1978 роках і донька і син емігрували до США. Проте невістці Є. Алексєєвій влада заборонила виїзд із СРСР, це призвело до оголошення першого голодування Сахаровим та Боннер. Сімнадцятиденне голодування протривало від 22 листопада до 9 грудня 1981 року та увінчалося успіхом — Алєксєєву випустили до її чоловіка в США.

### Заслання

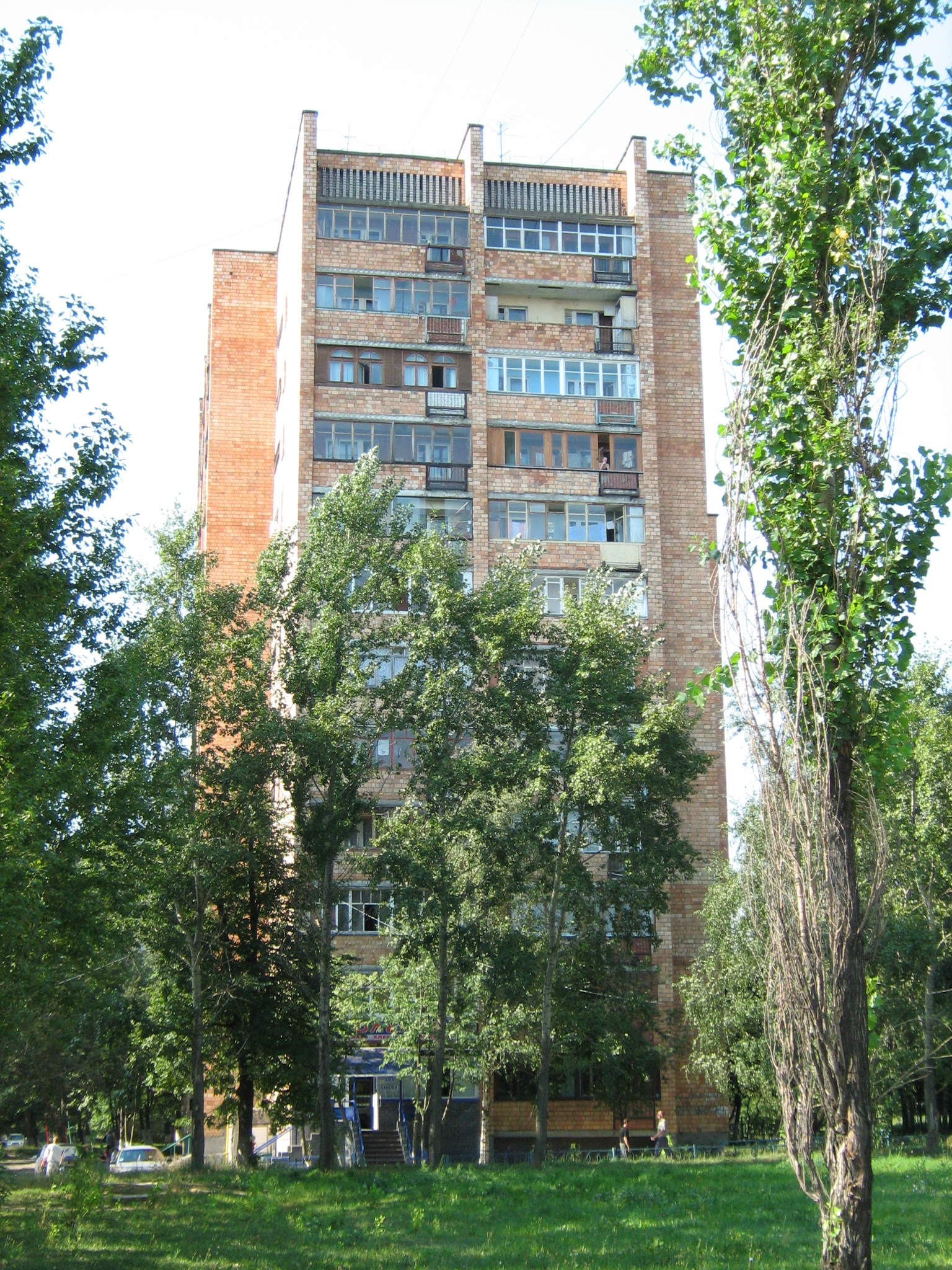
Будинок в Горькому де подружжя відбувало заслання

Разом із чоловіком в 22 січня 1980 року поїхала у заслання в місто Горький. В 1984 році була засуджена Горьковським обласним судом за статею 190-1 Кримінального Кодексу РРФСР (наклеп на радянський суспільний та державний устрій), покарання відбувала за місцем заслання чоловіка в Горькому. Це було справжнє ув'язнення в «золотій клітці». Перед їхньою трикімнатною квартирою постійно чергував міліціонер. При виходах на вулицю подружжя завжди супроводжували люди у цивільному, які забороняли будь-які контакти. Заходити в гості дозволялося лише родичам та спеціально проінструктованим людям. За відсутності господарів квартиру обшукували. В помешканні не було телефону. Телефон установили лише 15 грудня 1986 року, напередодні дзвінка Михайла Горбачова. 
Протестуючи проти справи над дружиною, Сахаров вдруге голодував, проте двадцятишестиденне голодування не дало результатів. Втретє оголосив голодування в квітні 1985 року добиваючись дозволу на виїзд Боннер за кордон для проведення операції на серці. Проголодував 178 днів — до жовтня. Щоби не дати Сахарову померти його силоміць госпіталізували та годували насильно.

### Після заслання
16 грудня 1986 року Сахарову та Боннер подзвонив Михайло Горбачов та дозволив їм повернутися до Москви. Матір Олени — Руфь Георгіївна в травні наступного року поселилася із донькою та її чоловіком. В грудні того ж 1987 року її мама померла. 
В Москві Боннер разом із Сахаровим узяла безпосередню участь в зародженні таких організацій як «Меморіал» та «Московська Трибуна».
14 грудня 1989 року, увечері, від серцевого нападу помер її чоловік — Андрій Сахаров.
По смерті чоловіка Олена не полишила активного соціального життя. Керувала фондом імені Сахарова, була головою міжнародної неурядової організації з увічнення його пам'яті. 
З моменту заснування комісії з прав людини при президентові Росії була її членом допоки 28 грудня 1994 року, на знак протесту проти розв'язання Першої російсько-чеченської війни, не вийшла з її складу. Боннер не вважала прийнятним для себе продовжувати співпрацю з адміністрацією Бориса Єльцина, який розв'язав цю війну. Виступала на захист засудженого бізнесмена Михайла Ходорковського. 10 березня 2010 року першою підписала звернення російських громадських і політичних діячів до громадян Російської Федерації «Путін мусить піти» («рос. Путин должен уйти»).

### Смерть
Останні роки проживала разом із донькою Тетяною в Бостоні. 21 лютого 2011 року була шпиталізована, після тривалого лікування 18 червня 2011 року померла від серцевого нападу. Прощальна церемонія відбувалася в місті Бруклайн. Згідно із заповітом була кремована та похована в Москві на Востряківському кладовищі, поруч із чоловіком, матір'ю та братом.

## Цитати
|  | Мені пощастило ... мене б послали не в санітарний поїзд, а на передову. Всіх тоді посилали туди. Посилали ж просто діри замазувати людьми. Це початок 1942 року — час, коли ніхто звідти не повертався. |

|  | З початку і до кінця війни ... я ні разу не чула "В бій за Батьківщину! В бій за Сталіна". Ні разу! |

|  | Я москвичка, єврейка «кавказької національності. |

## Рідні та близькі
- Кочаров (Кочарян) Левон Саркісович — рідний батько. Вірменин, партійний діяч. Мешкав у місті Шуши. Разом із ріднею, зокрема матір'ю (Ґерцелія Андріївна Тонунц) втекли до Туркменістану із Нагірного Карабаху під час подій 1917–1922 років. [4]
- Боннер Рут (Руф) Ґєорґієвна — матір. 1900–1987, єврейка, партійна діячка. Арештована 10 грудня 1937 року, а 22 березня 1938 року — засуджена до восьми років заслання, яке відбувала поблизу Караганди. Вижила. Була реабілітована в 1954 році.
- Аліханян Ґеворґ Саркісович — вітчим, який став Олені як рідний. Вірменин, партійний діяч. Був двічі одружений. В 1920—1921 роках — перший секретар ЦК КП Вірменії, 1921–1923 роки перебував на відповідальних посадах в райкомах РКП(б): Бауманського району Москви та низці районів Ленінграду. В 1931—1937 роках працював у Виконкомі Комінтерну, заввіділ кадрів Комінтерну. Репресований в 1937 році, розстріляний 13 лютого 1938 року на полігоні Коммунарка. Посмертно реабілітований в 1956 році. [4]
- Всеволод Едуардович Багрицький — перше кохання. 1922–1942. Російський поет, член московської театральної студії, загинув на фронті. Його матір Ліда була репресована в 1937 році. Коли повернулася із заслання то була як рідна бабуся для дітей Олени. [5]
- Іван Васильович Сємьонов — перший чоловік (з 1965 жили окремо, у 1972 офіційно розлучилися), батько обидвох її дітей. [5]
- Андрій Дмитрович Сахаров — другий чоловік (з 1972 до його смерті). Роки життя 1921–1989. Академік, дисидент, співтворець водневої бомби.
- Тетяна та Олексій — діти від першого шлюбу відповідно 1950 та 1956 років народження.